# 松岡三雄
松岡 三雄（まつおか みつお、1903年〈明治36年〉8月2日 - 1971年〈昭和46年〉6月4日）は、日本の政治家。山口県光市長を務めた。

## 来歴
1903年に移住先のアメリカ・サンフランシスコで生まれる。間もなく日本に帰国し、室積町に住んだ。旧制周陽中学校（現・山口県立防府高等学校）から第五高等学校を経て、京都帝国大学経済学部を卒業した。卒業後は南満州鉄道に入り、その後、満州国交通部人事課長に転じ、錦州郵政管理副局長、奉天郵政管理局長、郵政総局電政処長、外交部政務司長となる。1945年、敗戦により、ソ連軍に拘束され、ハバロフスクの収容所に抑留される。1947年に帰国した。
1951年、光市長選挙に立候補して当選する。1期目は八幡製鐵光製鉄所の起工など、工業化が進んだ。1期目途中の1954年に退任。6年後の1960年に再び光市長に返り咲いた。市長在任中は安全都市宣言、光市民の歌の制定、国体の開催、財政再建の完了があった。再選後は、光市が周南工業整備特別地域に指定され、同地域の整備基本計画が承認された。光港区の開港指定を受けて、市の新たな発展基盤が整備された。ほかに光競艇場の開設などがあった。3選目は校舎や体育館の新築や保育園の開園など教育施設が整備され、光市開発整備基本構想が策定された。
在任中の1971年6月に死去した。

## 家族・親族
- 伯父・松岡洋右（外務大臣）。
- 長男・松岡満寿男（光市長、衆議院議員）。